# Hòa Thắng, Hữu Lũng
            I. VỊ TRÍ ĐỊA LÝ VÀ DÂN CƯ
           1. Vị trí địa lý
           Xã Hòa Thắng là xã miền núi nằm ở nam huyện Hữu Lũng tỉnh Lạng Sơn, cách trung tâm huyện khoảng 12km. Ranh giới được xác định:
           - Phía Bắc giáp xã Hồ Sơn, Minh Hòa ;
           - Phía nam giáp xã Tam Dị ,xã Đông Phú huyện Lục Nam, tỉnh Bắc Giang;
           - Phía Đông giáp xã Tân Thành Hữu Lũng, xã Đông Hưng, huyện Lục Nam tỉnh Bắc Giang ;
           - Phía Tây giáp xã Minh Hòa huyện Hữu Lũng, xã Hương Sơn, Bảo Sơn huyện Lạng Giang.
           2. Dân cư:
           Đầu năm 2021 xã Hòa Thắng có 7500 nhân khẩu/1892 hộ/ 14 thôn. Có 03 dân tộc chủ yếu là Kinh, Tày, Nùng và 1 số ít dân tộc khác. Trong đó dân tộc Nùng chiếm 60% ; dân tộc kinh chiếm 10%, dân tộc Tày chiếm 30%.
           Xã Hòa Thắng có 14 thôn bao gồm: Thôn Hố Vắt, thôn Thị Hòa, thôn Na Hố, thôn Xóm Chùa, thôn Cốc Lùng, thôn Lán Thán, thôn Đất Đỏ, thôn Vạn Thắng, thôn Xóm Mới, thôn Suối Ngạng I, Thôn Suối Ngang II, thôn Voi Xô, thôn Bảo Đài I, thôn Bảo Đài II.
           II. ĐIỀU KIỆN TỰ NHIÊN VÀ TÀI NGUYÊN THIÊN NHIÊN
           Xã Hòa Thắng có địa hình rất phong phú đa dạng, bao quanh là đồi thuộc vòng cung giáp với huyện Lục Nam và huyện Lạng Giang tỉnh Bắc Giang, Với tổng diện tích tự nhiên là 61,56 km² xen kẽ là những thửa ruộng và đất trồng mầu. Trên đồi có nhiều gỗ quý như: gỗ Lim, Lát hoa, sến, táu... và nhiều sản vật quý như: mật ong, sa nhân, ba kích, tầm gửi, ...ở giữa là vùng thung lũng có những cánh đồng bằng phẳng. Về đất đai có nhiều loại đất khác nhau, rất phù hợp cho phát triển kinh tế nông nghiệp, trồng trọt các loại cây lương thực như: lúa nước, ngô, khoai, sắn và các loại cây hoa màu như: đỗ tương, lạc... Các loại cây ăn quả ;vải thiều, bưởi, nhãn...,trong đó nổi bật nhất là lâm nghiệp, được coi là cây mũi nhọn của địa phương.
         Hòa Thắng có 01 dòng sông chính đó là sông Thương nối với xã Minh Hòa và xã có nhiều con suối nhỏ bắt nguồn từ dãy núi Bảo Đài nước chảy về phía tây sông Thương. Do vậy rất thuận tiện cho phát triển về kinh tế - xã hội nâng cao đời sống cho nhân dân, xã Hòa Thắng đã xây dựng các công trình thủy lợi đảm bảo tưới tiêu phục vụ sản xuất nông nghiệp, sinh hoạt đời sống cho người dân.
           Cùng với việc xây dựng công trình thủy lợi, Nhân dân xã Hòa Thắng đã xây dựng hệ thống giao thông liên xã, liên thôn và liên tục phát triển cùng với sự phát triển kinh tế xã hội của địa phương, đến nay hệ thống đường giao thông không ngừng được mở mang nâng cấp, trong đó tuyến đường 245 là tuyến giao thông chính chạy qua trung tâm xã nối liền với huyện Lạng Giang, tỉnh Bắc Giang, tạo thuận lợi cho việc giao thương hàng hóa với tỉnh bạn, mà còn là một trong những tuyến đường phục vụ nhiệm vụ Quốc phòng, An ninh có chiến lược của tỉnh Lạng Sơn.
           III. QUÁ TRÌNH HÌNH THÀNH VÀ PHÁT TRIỂN
           Thời kỳ nhà Nguyễn, xã Hòa Thắng có tên gọi là xã Cù Sơn, ngày 05 tháng 11 năm 1989 sau khi thực dân Pháp hoàn tất việc đánh chiếm tỉnh Bắc Ninh, chính quyền thực dân cắt toàn bộ đất đai huyện Hữu Lũng, Lục Ngạn và một phần đất của Bảo Lộc thành lập tỉnh Lục Nam. Tỉnh Lục Nam tồn tại đến tháng 8 năm 1891 và được thay thế bằng đạo quan binh Phả Lại, ngày 10 tháng 10 năm 1985 đạo quan binh Phả Lại giải tán, tỉnh Bắc Giang được thành lập, Hữu Lũng được sáp nhập với Lạng Giang trở thành huyện Kế Từ. Đến ngày 11 tháng 04 năm 1900, huyện Hữu Lũng được trả lại tên gọi xưa và nằm trong tỉnh Bắc Giang, năm 1908 đổi thành Châu Hữu Lũng gồm có 2 tổng Vân Nham và Thước Sơn; xã Cù Sơn thuộc tổng Thuốc Sơn, Châu Hữu Lũng. Năm 1945 xã có khoảng 100 hộ và 700 nhân khẩu sinh sống ở các thôn Suối Ngang, Voi Xô, Trại Gạo, Lán Thán, Cốc Lùng, Đất Đỏ, Cà Phê, Na Hố, Hố Vắt. Cách mạng tháng tám thành công chính quyền về tay nhân dân, chính phủ cách mạng Lâm Thời tiến hành xây dựng hệ thống tổ chức bộ máy quản lý hành chính Nhà nước mới. Ngày 08 tháng 09 năm 1945 Chính Phủ ra Sắc lệnh mở cuộc tổng tuyển cử bầu Quốc dân Đại hội trong cả nước. Ngày 21 tháng 11 năm 1945, Chủ tịch Hồ Chí Minh ký sắc lệnh số 63 quy định về bầu cử Hội đồng nhân dân, Ủy ban nhân dân. Tổ chức chính quyền mới gồm 4 cấp và xóa bỏ cấp tổng. Tháng 11 năm 1948 huyện xác nhận xã Chiêu Tuấn với xã Cù Sơn và đổi tên thành xã Tuấn Sơn, huyện Hữu Lũng, tỉnh Bắc Giang. Ngày 30 tháng 11 năm 1953 xã Tuấn Sơn được tách ra thành 04 xã: Hòa Thắng, Minh Hòa, Minh Sơn, Sơn Hà. Trải qua quá trình lịch sử, vùng quê xã Hòa Thắng đã có nhiều thay đổi, dân cư, làng xã ngày càng thêm đông, đến nay tất cả các thôn đều có chi Đảng bộ lãnh đạo, Nhân dân thực hiện tốt các chủ trương đường lối của Đảng và chính sách pháp luật của Nhà nước.
           IV. TRUYỀN THỐNG LỊCH SỬ VÀ VĂN HÓA
            Là một địa phương có nhiều dân tộc anh em sinh sống xen kẽ, hòa thuận trên một địa bàn cư trú đã tạo nên cho Hòa Thắng có đời sống văn hóa tinh thần hết sức đa dạng phong phú; Nhân dân trong xã không theo các tôn giáo mà chủ yếu  theo tập quán ông cha để lại là thờ cúng tổ tiên tại gia đình, các tập tục ma chay cưới hỏi, hiếu hỷ đều theo  truyền thống, sinh hoạt văn hóa cộng đồng... tuy nhiên, phong tục tập quán ở Hòa Tháng cũng có những tiết lệ riêng của làng xã; các dân tộc thiểu số vẫn giữ được nét văn hóa riêng của dân tộc tày, nùng tạo nên các giá trị văn hóa tốt đẹp, góp phàn làm nền tảng tinh thần xã hội, trở thành những nhân tố tích cực trong quá trình xây rựng và bảo vệ quê hương.
            Trên địa bàn xã có đền Cô bé Suối ngang được Ủy ban nhân dân tỉnh Lạng Sơn công nhận là di tích lịch sử. Ngoài ra còn có đền Cà Phê, đền Voi Xô, đình làng thôn Suối Ngang 2.
             Truyền thống văn hóa của Nhân dân các dân tộc xã Hòa Thắng là thành quả kết tinh qua nhiều thế hệ, qua quá trình bền bỉ lao động sản xuất cải tạo thiên nhiên, kiên cường chống giặc ngoại xâm, bảo vệ xóm làng, bảo vệ nền độc lập đã được hun đúc, góp phần làm phong phú bản sắc văn hóa làng xã Việt Nam. Tự hào và truyền thống quê hương, Đất nước, Đảng bộ và Nhân dân xã Hòa Thắng đã và đang ra sức quyết tâm xây dựng cuộc sống ấm no, hạnh phúc, giữ gìn và phát huy bản sắc văn hóa truyền thống.
            Để tồn tại và phát triển, người dân các vùng di cư đến sinh sống tại xã Hòa Thắng đều thể hiện được tinh thần tương thân, tương ái gắn kết lại để chống chọi với thiên nhiên và giặc ngoại xâm, bảo vệ và xây dựng quê hương Đất nước. Từ khi Đảng Cộng sản Việt Nam ra đời, dưới sự lãnh đạo của Đảng, Nhân dân xã Hòa Thắng đã góp phần hoàn thành thắng lợi vào cuộc cách mạng giải phóng dân tộc. Cách mạng tháng tám 1945 thành công, đập tan chính quyền đế quốc, phong kiến tay sai, thành lập chính quyền cách mạng, mở ra một kỷ nguyên mới lịch sử dân tộc: Độc lập tự do và chủ nghĩa xã hội . Trong hai cuộc chống thực dân pháp ( 1945 – 1954) và kháng chiến chống đế quốc Mỹ ( 1954 – 1975), Nhân dân xã Hòa Thắng đã cùng Nhân dân cả nước san sẻ sức người, sức của thực hiện tốt khẩu hiệu “ Thóc không thiếu một cân, quân không thiếu một người”. Hoàn thành nghĩa vụ hậu phương, đưa cuộc kháng chiến đến thắng lợi hoàn toàn. Hai cuộc kháng chiến đã qua, cũng như cuộc chiến tranh bảo vệ biên giới phía Bắc tháng 02/1979, đã có biết bao nhiêu người con ưu tú của quê hương xã Hòa Thắng đã ngã xuống cho độc lập – tự do của dân tộc; nhiều gia đình và cá nhân đã vinh danh có công với cách mạng.
            Trải qua các giai đoạn lịch sử, với sự gắn kết cảu tinh thần tương thân, tương ái; Nhân dân các dân tộc Hòa Thắng đã xây đắp cho mình truyền thống đấu tranh kiên cường chống giặc ngoại xâm. Với điều kiện tự nhiên thuận lợi có nhiều tiềm năng lớn cùng với con người cần cù và sáng tạo trong lao động; dưới sự lãnh đạo của Đảng bộ, Nhân dân các dân tộc xã xã Hòa Thắng đã và đang chuyển mình của cả nước từng bước thực hiện mục tiêu: “ Dân giàu, nước mạnh, dân chủ, công bằng văn minh.
            Xã Hòa Thắng thực hiện chương trình MTQG xây dựng Nông thôn mới, với những đặc điểm trên trong quá trình tổ chức thực hiện các nhiệm vụ chính trị, đặc biệt là việc triển khai thực hiện chương trình MTQG xây dựng Nông thôn mới xã đã hoàn thành 11/19 tiêu chí, phấn đấu lộ trình về đích Nông thôn mới giai đoạn 2020 – 2025